# オミプロ
オミプロは、『オミノプロジェクト』（オミノプロデュース）の略称でYouTubeにてドラマ・映画を配信する映像制作事業。
特撮や刑事ドラマ、シチュエーションコメディ等のジャンルを100作品以上制作している。以前は上映会などで公開も行っていた。

## 概要
代表の小美濃たつやが学生時代に自主映画制作集団として立ち上げ、2008年以降は低予算と短期間で月に数本のペースで休止時期なくYouTubeで動画を配信中。武蔵野市の広報動画の製作も行っている。
2023年以降はスーパー戦隊シリーズの「太陽戦隊サンバルカン」「科学戦隊ダイナマン」「超新星フラッシュマン」に出演した俳優（根本由美・萩原佐代子・石渡康浩）やお笑い芸人フジタがゲスト出演する趣向となっている。

## 作品
- 銀河警察隊コスモレスター(2014年)
- ちょっと! グリーンロード(2014年)
- 科学装光スターバートラム(2015年)
- ゼロサイバーズ(2015年)
- ガイアスパルタン(2015年)
- 風のビートルフラッグ(2016年)
- オミエドラのリバプールへいこう!(2017年)
- 銀河装甲シルベスター(2017年)
- グッドラックハーベスト(2017年)
- イーグル&ホーク(2017年)
- シャレードコップ(2018年)
- シャレードコップ～暴走! ゴールドキャッスル～(2018年)
- ミラクルナーズ(2018年)
- ミラクルナーズ ロールアウト(2018年)
- イーグル&ホーク トゥワーズ ザ フューチャー(2018年)
- グッドラックハーベストⅡ(2019年)
- イーグル&ホーク ～エスケープ フロム アークティックサークル～(2019年)
- エスパードレミ(2019年)
- 特甲グランスター(2019年)
- オミエモエのはるかかなたブダペストよりの物体X(2020年)
- ランサーフリート(2020年)
- ランサーフリート2ND(2020年)
- 太陽機甲サンブレイバー(2021年)
- サンブレイバー：Rステイト(2022年)
- Rステイトネイビー(2023年)
- ナイトバウンサー(2023年)
- 鏡の魔女リンディ(2024年)
- 超装ジョシュナンダー(2024年)
- ファイアード刑事(2025年)
- ＭＳＴ科学捜査線(2025年)